# پابلو روچن
پابلو روچن (انگلیسی: Pablo Rotchen؛ زادهٔ ۲۳ آوریل ۱۹۷۳) بازیکن سابق فوتبال اهل آرژانتین است که در پست دفاع بازی می‌کرد.
وی همچنین در تیم ملی فوتبال آرژانتین بازی کرده‌است.